# عزه عزیز
شریفه عزه سید محمد الساقف/نورازه عبدالعزیز / (به مالایی: Sharifah Azah Syed Mohammad Alsagoff / Norazah Abdul Aziz) یا عزه عزیز (Azah Aziz)، و معروف به ماک اونگکو (Mak Ungku) (۲۱ اوت ۱۹۲۸ – ۹ ژوئیه ۲۰۱۲) یک زن نویسنده و شخصیت فرهنگی مالایی در مالزی بود. او زندگی خود را صرف کمک به حفظ هنر و سنت مالزی کرد. با توجه به میراث او، به «توکوه بودایوان ملایو» (Tokoh Budayawan Melayu) یا شخصیت فرهنگی مالزی نامیده شده‌است.

## زندگی
عزیز در سال ۱۹۲۸ در سنگاپور به دنیا آمد. علاقه شدید او به زبان، فرهنگ و هنر توسط مادرش عزیزه، که از خانواده ای برجسته جوهور و پیشگام در مطالعات علمی داخلی بود، پرورش یافته بود. عزیز مجموعه ای عالی از منسوجات و لباس‌های اولیه مالایی را از مادرش به ارث برده‌است که شور و شوق او را برای فرهنگی که در طول زندگی اش دوام آورد و راه را برای تبدیل شدن به یک متخصص محترم فرهنگ مالایی هموار کرد.
عزیز منشی سردبیر روزنامه شد و سرانجام در عرصه روزنامه‌نگاری پله‌های ترقی را طی کرد. او «آکاز»، شرکت انتشاراتی خود را راه‌اندازی کرد، در آنجا هنرهای مالزیایی را ارتقا داد و در تعدادی از نشریات از جمله اولین روزنامه روزانه بعد از ظهر مالایی «هاریان مترو» و قدیمی‌ترین روزنامه مالزی نیو استریتز تایمز مشارکت داشت.
عزیز همچنین کتاب‌ها و آهنگ‌ها و شعرهای کودکانه منتشر کرد و اولین زنی در مالزی شد که این کار را انجام داد. در پایان ۱۰ سال فعالیت خود به عنوان روزنامه‌نگار، انجمن روزنامه نگاران زنان مالزی را تأسیس کرد و رئیس انجمن ملی نویسندگان مالزی شد.
عزیز علاوه بر کار خود به عنوان نویسنده، از پیشگامان حقوق زنان نیز بود. او از برابری حقوق، مالیات مجزا برای همسران شاغل، اصلاحات خانواده مسلمان دفاع کرد و بعداً سازمان اقدام زنان اسلامی را تأسیس کرد.
در طول سال‌ها، او لباس‌ها و پارچه‌های عتیقه را از دنیای قدیمی مالایی جمع‌آوری می‌کرد. او با دانش عمیق خود در مورد لباس، جواهرات و منسوجات، در مورد فرهنگ مالایی سخنرانی کرد و آن را به جشنواره‌های هنری و سمینارهای بین‌المللی معرفی کرد. علاوه بر این، او در سال ۲۰۰۶ کتابی در این زمینه با عنوان «ظاهر و سبک: مد مالایی» (Rupa dan gaya: Busana Melayu) نوشت.
او زندگی خود را صرف ارتقای آداب و رسوم مالزی کرد تا فرهنگ آن بتواند در سراسر جهان به رشد خود ادامه دهد.
عزیز برای حفظ میراث مالایی، مدرک دکترای افتخاری هنر و آموزش دریافت کرد.
او همسر پروفسور سلطنتی اونگکو عبدالعزیز اونگکو عبدالحمید و مادر تان سری دکتر زتی اختر عزیز، هفتمین رئیس بانک مرکزی مالزی بود.